# All We Know Is Falling
All We Know Is Falling —en català: Tot el que coneixem està caient— és l'àlbum debut de la banda nord-americana Paramore, llançat sota el segell Fueled by Ramen el 26 de juliol de 2005 als Estats Units. La seva producció va ser a càrrec de James Paul Wisner, Mike Green, Nick Trevisick i Roger Alan Nichols. Gairebé totes les cançons del disc van ser escrites per Josh Farro i Hayley Williams, guitarrista i vocalista de Paramore, respectivament.
El procés de composició de l'àlbum es va dur a terme a Orlando, Florida, i la sortida del baixista del grup Jeremy Davis, pocs dies després d'arribar a Orlando, va servir com a temàtica principal. El fet està reflectit en la portada de l'àlbum, al seu títol i a la cançó «All We Know».
Es van llançar tres senzills de l'àlbum: «Pressure», «Emergency» i «All We Know». El disc va rebre comentaris variats per part dels crítics de la música, que van lloar principalment la veu de Hayley Williams. No obstant això, no va comptar amb gaires reconeixements: no va entrar al Billboard 200, malgrat que va aconseguir la posició número trenta del Top Heatseekers Albums dels Estats Units. Al Regne Unit va aconseguir arribar el 2010 al lloc cinquanta-u de l'UK Albums Chart i ser certificat com a disc d'or per la BPI.

## Elaboració

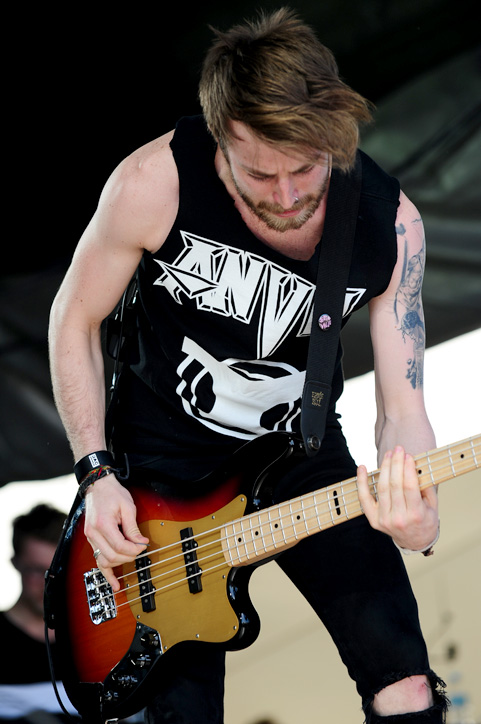
La sortida del baixista Jeremy Davis del grup va servir com a inspiració per All We Know Is Falling. En la imatge, Davis amb Paramore en 2010.

Abans de la formació de Paramore, existia un altre grup en el qual van participar els germans Josh i Zac Farro juntament amb Hayley Williams, a més de Taylor York i Jason Clark. Aquesta agrupació no va perdurar en el temps, ja que Williams en 2003 va signar un contracte amb Atlantic per iniciar una carrera en solitari, que al seu torn tampoc va durar, ja que Paramore un any després va formar un grup amb ella de vocalista, Josh i Zac Farro a la guitarra i bateria, respectivament, Jason Bynum en la guitarra rítmica i Jeremy Davis en el baix elèctric. El desembre de 2010, Josh Farro va relatar que el mànager de Hayley els va convidar a ell i al seu germà Zac a formar un grup, però sense York i Clark, ja que no eren «prou bons als seus ulls» —York finalment es va unir a l'agrupació en 2007. En la seva curta carrera solista, Williams va aconseguir gravar algunes maquetes, les que posteriorment va regrabar al costat de la banda per obtenir un so «més autèntic». No obstant això, la banda gairebé va ser acomiadada, ja que el segell discogràfic va dir que «eren terribles». Les cançons en aquell moment recentment escrites per Williams i Farro, «Here We Go Again» i «Hallelujah», van salvar al grup de ser acomiadat. «Here We Go Again» va ser inclosa a All We Know Is Falling, però «Hallelujah» va ser guardada per al disc Riot! (2007).
El grup després va viatjar a Orlando, Florida per escriure el seu àlbum debut, però poc després d'arribar, Davis va deixar el grup, citant raons personals per fer-ho. Els membres restants van continuar amb l'enregistrament. La marxa de Davis va ser reflectida en el nom de l'àlbum —All We Know Is Falling, traduït com Tot el que coneixem està caient—, a la caráàtula del mateix i en la cançó «All We Know». Williams va dir sobre aquest tema: «Dos dies després que marxés, vam escriure "All We Know" […] El sofà de la portada de l'àlbum, amb ningú, i l'ombra que se'n va, representa Jeremy i com a nosaltres ens fa sentir que hi ha un espai buit», i Farro va afegir: «Era un bon tema sobre el qual escriure [les cançons del] àlbum». Hayley més tard descriuria la cançó com «una carta a Jeremy dient-li que mai l'oblidarem», i va afegir que tot l'àlbum té petites històries com aquesta. L'enregistrament del disc va durar aproximadament tres setmanes.
Respecte al procés creatiu de l'àlbum, Hayley va dir: «Josh [Farro] escriu tota la música i me la porta […] després escrivim les lletres i aquestes coses. Ens ajudem un a l'altre. Som un equip». Williams i Farro van escriure totes les cançons del disc, excepte «Conspiracy», escrita per tots dos juntament amb Taylor York. Va ser la primera cançó que van escriure junts. Pel que fa a les temàtiques de les lletres de l'àlbum, Williams va dir en 2008 a Alternative Press que diverses cançons, entre elles «Emergency», tracten sobre la mala relació i posterior divorci dels seus pares, el qual ella va presenciar quan tenia només catorze anys. Va puntualitzar: «Recordo sortir caminant per la porta al costat de la meva mare aquella nit i romandre dempeus entre els meus pares cridant: calleu!, calleu!, calleu! […] Però crec que he arribat a la conclusió que és millor per als meus pares que només siguin amics». Com que el baixista de la banda va abandonar-la durant l'enregistrament d'All We Know Is Falling —només va gravar «Here We Go Again»—, Lucio Rubino ho va substituir a l'estudi. Pel que fa a les influències, la cantant va esmentar en una entrevista en 2006 que al moment de gravar el disc solien escoltar molt a The Academy Is..., mentre que Jeremy Davis —qui es va reintegrar al grup després de cinc mesos de la seva sortida— va afegir que estaven molt influenciats per Slipknot.

## Llançament i promoció

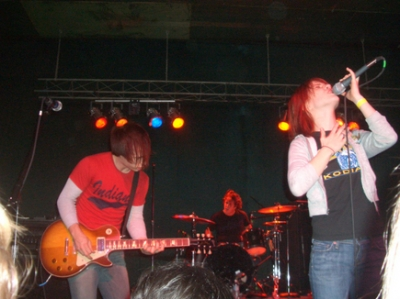
Paramore al Winter Go West Tour, a Portland, Oregon, el 20 de gener de 2006.

Paramore va llançar All We Know Is Falling el 26 de juliol de 2005 als Estats Units, a través del segell Fueled by Ramen en format de CD, mentre que al mateix país ho va publicar en format LP al juny del mateix any. A l'iTunes hi ha una versió de luxe que, a més de les pistes principals de l'àlbum, inclou els vídeos musicals de «Pressure», «Emergency» i «All We Know», juntament amb dues cançons gravades en directe. A Amazon hi ha una edició japonesa que inclou la pista addicional «Oh Star».
L'àlbum va comptar amb tres senzills: «Pressure», «Emergency» i «All We Know». No van entrar a les principals llistes, amb l'excepció de «Pressure», que eln 2007 va obtenir la posició 62 a la llista nord-americana Digital Songs. Dues setmanes abans d'iniciar una gira per promocionar l'àlbum, es va unir John Hembree al grup per reemplaçar al baixista Jeremy Davis, tot i que aquest últim acabaria reincorporant-se al grup. Durant l'estiu del 2005, Paramore es va presentar a l'escenari The Shiragirl Stage de la gira Warped Tour 2005. Al gener de l'any següent, la banda va participar en el Winter Go West Tour amb Amber Pacific i The Lashes. A la primavera, va obrir el The Rocket Summer amb diverses actuacions, la primera el 3 de maig i l'última el dia 30 del mateix mes a Phoenix, Arizona. Aquest any, Paramore va tornar a participar en el Warped Tour, presentant-se per primera vegada a la seva ciutat natal, Nashville. Després d'això, el grup va encapçalar la seva primera gira pròpia per Amèrica del Nord, amb el suport de This Providence, Cute Is What We Aim For i Hit the Lights. El tour va començar el 2 d'agost de 2006 a Chicago, Illinois, i va acabar a Orlando, Florida, el 24 de setembre del mateix any.

## Recepció

### Comentaris de la crítica
L'àlbum va rebre comentaris variats per part dels crítics de la música, els qui van lloar principalment la veu de Hayley Williams. Jason Schleweis de Crush Music va fer una ressenya d'All We Know Is Falling, i va dir que «en escoltar el seu primer senzill, pensaràs dues vegades abans de classificar-los com una altra banda que tracta d'enganyar als auditors amb una falsa sensació de talent», i va anomenar al disc «una refinada combinació entre rock i pop punk». Tony Pascarella de The Trades va dir que «no hi ha realment cap cançó feble a l'àlbum», i va afegir: «Hayley Williams té una veu rica i poderosa que rares vegades comet un error en aquest impressionant [disc] debut». El crític Alex Drumm de EmotionalPunk va comentar: «l'àlbum és molt més madur del que vaig creure. Hayley és acreditada amb l'escriptura de les lletres i, per a algú que té setze anys, em vaig quedar esmaperdut». No obstant això, Drumm va afegir que es va sentir decebut en escoltar el l'screaming de l'última pista del disc, «My Heart», però aquest fet «no va ser suficient per arruïnar-ho». Tom Whitson de Clic Music va opinar que la seva música està «en algun lloc entre l'angoixa de Avril Lavigne i el rock extravagant de Fall Out Boy […] la veu de Williams és forta i memorable en "All We Know", recolzada per una melodia que s'enganxa que dona una bona primera impressió. La resta de l'àlbum té un estil similar» i va afegir: «All We Know Is Falling no és el millor disc, però està lluny de ser el pitjor». La revista musical Alternative Press li va donar al disc quatre de cinc estrelles i el va anomenar «un debut increïblement polit».

### Vendes
Comercialment no va destacar especialment. Als Estats Units, va aconseguir l'àlbum a posició trenta del Top Heatseekers Albums. El 2009, va obtenir el vuitè lloc de la llista Catalog Albums del mateix país. Al Regne Unit, va rebre la certificació de disc d'or per part de la BPI, després de vendre 100.000 còpies fins al 2009. També va ocupar els llocs cinquanta-u i quatre al UK Albums Chart i al Rock & Metall Albums, respectivament. El 2012, la Australian Recording Industry Association (ARIA) va certificar a All We Know Is Falling amb el disc d'or per les 35 000 còpies venudes fins a aquesta data. D'acord amb Nielsen SoundScan, l'àlbum el juliol de 2009 havia venut 437 000 als Estats Units. Bill Lamb d'About.com va indicar que el rendiment comercial del disc, malgrat no haver estat alt, li va servir al grup per guanyar notorietat en la premsa musical.

#### Posicionament en llistes
| País         | Llista               | Millor posició |      |      |      |      |      |
| 2006         | 2006                 | 2006           | 2006 | 2006 | 2006 | 2006 | 2006 |
| ------------ | -------------------- | -------------- | ---- | ---- | ---- | ---- | ---- |
| Estats Units | Heatseekers Albums   | 30             |      |      |      |      |      |
| 2009         |                      |                |      |      |      |      |      |
| Estats Units | Catalog Albums       | 8              |      |      |      |      |      |
| 2010         |                      |                |      |      |      |      |      |
| Regne Unit   | UK Albums Chart      | 51             |      |      |      |      |      |
| Regne Unit   | Rock & Metall Albums | 4              |      |      |      |      |      |

#### Certificacions
| País       | Organismocertificador | Certificació |
| ---------- | --------------------- | ------------ |
| Regne Unit | BPI                   | Or           |
| Austràlia  | ÀRIA                  | Or           |

## Crèdits del disc
- Hayley Williams: veu
- Josh Farro: guitarra, cors
- Jason Bynum: guitarra, cors
- Zac Farro: bateria

- James Paul Wisner: Productor musical a «All We Know», «Never Let This Go» i «My Heart».
- Mike Green: producció a «Pressure», «Emergency», «Brighter», «Whoa», «Conspiracy» i «Franklin».
- Nick Trevisick i Roger Alan Nichols: producció i Mescla a «Here We Go Again».
- Dave Buchanan: enginyer de so a «Here We Go Again».
- Tom Baker: Masterització.
- Lucio Rubino: Baix elèctric (excepte «Here We Go Again»).
- Jeremy Davis: baix elèctric a «Here We Go Again».[12]